# Rupia mauriziana
La rupia mauriziana è la valuta di Mauritius. È suddivisa in 100 cent. Il codice ISO 4217 è MUR.

## Storia
La rupia è stata definita la valuta di Mauritius per legge nel 1876. La rupia fu scelta a causa della massiccia presenza di rupie indiane conseguenza dell'immigrazione indiana a Mauritius. La rupia mauriziana fu introdotta nel 1877, in sostituzione della rupia indiana, della sterlina britannica e del dollaro mauriziano con un cambio di una rupia mauriziana uguale ad una rupia indiana o a metà dollaro mauriziano. All'epoca la sterlina valeva 10¼ rupie. La valuta di Mauritius circolò anche alle Seychelles fino al 1914, quando fu sostituita alla pari dalla rupia delle Seychelles.
Nel 1934 la rupia fu fissata con la sterlina invece che alla rupia indiana, con un cambio di 1 rupia = 1 shilling, 6 penny (il tasso con cui era fissata al rupia indiana). Questo tasso, pari a 13⅓ rupie = 1 sterlina, fu mantenuto fino al 1979.

## Monete
Nel 1877 furono introdotte monete da 1, 2, 5, 10 e 20 cent: le tre monete di minor valore erano in rame e le altre due in argento. La coniazione ebbe termine nel 1899 e non riprese fino al 1911, ma le monete d'argento non furono coniate di nuovo fino al 1934, quando furono introdotte le monete da 1/4, 1/2 ed 1 rupia. Nel 1947 furono introdotte monete in cupro-nichel da 10 cent ed il cupro-nichel sostituì l'argento nel 1950.
Nel 1987 fu introdotta una nuova serie di monete che per la prima volta non recava il ritratto del monarca (Mauritius non è diventata una repubblica fino al 1992) ma quello di Sir Seewoosagur Ramgoolam. Questa monetazione era costituita da monete in acciaio ricoperto di rame da 1 e 5 cent (il pezzo da 5 cent era stato notevolmente ridotto di dimensioni), in acciaio ricoperto di nichel da 20 cent e 1/2 rupia ed in cupro-nichel da 1 e 5 rupie. La moneta in cupro-nichel da 10 rupie fu introdotta nel 1997. Le monete attualmente in circolazione sono da 1, 5 e 10 rupie.
Nel 2007 è stata emessa una moneta bimetallica da 20 rupie per commemorare il XL anniversario della Bank of Mauritius.

## Banconote
Le prime banconote furono emesse dal governo con la data del 1876 nei tagli di 5, 10 e 50 rupie. La banconota da 1 rupia fu aggiunta nel 1919. Nel 1940 furono stampate delle emissioni di emergenza da 25 e 50 cent e da 1 rupia. Nel 1954 furono introdotti i tagli da 25 e 1000 rupie.
Dal 1966 la Bank of Mauritius è diventata responsabile per l'emissione delle banconote e delle monete. La Bank of Mauritius emise le prime banconote nel 1967 con 4 tagli: 5, 10, 25 e 50 rupie. Questa serie di banconote ha avuto quattro emissioni la cui unica differenza è stata la variazione delle firme del Governatore e del Direttore Generale della Bank of Mauritius.
La Bank of Mauritius ha fatto la sua quinta emissione nel 1985 costituita da un insieme di banconote completamente nuove da 5, 10, 20, 50, 100, 200, 500 e 1000 rupie. Questa emissione è stata usata fino al 1998.
Nel 1998 la Bank of Mauritius è fatto la sesta emissione di banconote che consiste di 7 tagli: 25, 50, 100, 200, 500, 1000 e 2000 rupie. Queste banconote hanno un formato standard e sono state emesse simultaneamente nel novembre 1998. Tutte le banconote di questa emissione sono state stampate dalla “Thomas de la Rue Limited”. Furono ritirate dalla circolazione nel giugno del 1999 a causa di controversie dovute all'ordine di scrittura delle denominazioni sulle banconote. Inizialmente furono stampate con il valore espresso nelle lingue nell'ordine Inglese/Sanscrito/Tamil invece dell'ordine tradizionale Inglese/Tamil/Sanscrito. Le banconote con la denominazione nell'ordine corretto hanno sostituito quelle precedenti.
La Bank of Mauritius ha emesso la settima serie, quella in circolazione, nel giugno 1999.

### Banconote in circolazione

#### Fronte
Ogni taglio reca un ritratto inciso a mano di importanti personaggi di Mauritius che appaiono sulla sinistra.
| Valore     | Ritratto                   | Scena                   |
| ---------- | -------------------------- | ----------------------- |
| 25 rupie   | Sir Moilin Jean Ah-Chuen   | Rodrigues               |
| 50 rupie   | Mr Joseph Maurice Paturau  | Le Caudan               |
| 100 rupie  | Mr Renganaden Seeneevassen | Court House             |
| 200 rupie  | Sir Abdool Razack Mohamed  | Mercato                 |
| 500 rupie  | Mr Sookdeo Bissoondoyal    | Università di Mauritius |
| 1000 rupie | Sir Charles Gaëtan Duval   | State House             |
| 2000 rupie | Sir Seewoosagur Ramgoolam  | Bull & Sugarcane Cart   |

Su ogni banconota è anche rappresentata la sede delle Bank of Mauritius ed una statua della giustizia. Sotto all'indicazione del valore che si trova in alto a destra, c'è una caratteristica che, oltre alle differenze di misure dei vari tagli, aiuta gli ipovedenti ed i non vedenti ad identificare la banconota.

#### Verso
Ogni taglio ha una scena diversa che illustra vari aspetti di Mauritius. In basso si trovano il valore in hindi e tamil.

#### Caratteristiche di sicurezza
1. caratteristiche della carta
2. filigrana tridimensionale a forma di dodo: se tenuta alla luce si vede chiaramente la testa del dodo.
3. immagine di conchiglia stampata sui due lati visibile solo per trasparenza.
4. ritratto stampato con la tecnica dell'intaglio.
5. immagine latente: posta a livello dell'occhio diviene visibile “BM”.
6. microtesto “BM”, visibile con lente d'ingrandimento.
7. con raggi ultravioletti sono visibili immagini diverse secondo il valore facciale.

banconote da 100, 200, 500, 1000, 2000
Banda iridescente in oro: appare e scompare secondo l'angolo in cui è tenuta la banconota.
banconote da 100, 200
Inchiostro metallico argento: banda metallica opaca verticale. Un'altra è situata sotto il valore espresso in numeri.
banconote da 500, 1000
Foglio d'argento su cui si vedono due immagini diverse da angoli diversi: valore numerale o forma geometrica.
banconote da 2000
Ologramma contenente l'immagine del dodo ed il valore “2000”

## Monete commemorative
| Valore  | Composizione e finitura | Massa   | Diametro | Data di emissione | Soggetto                                                                          |
| ------- | ----------------------- | ------- | -------- | ----------------- | --------------------------------------------------------------------------------- |
| Rs 25   | argento                 | 38,61 g | 38,61 mm | aprile 1978       | X anniversario dell'indipendenza di Mauritius                                     |
| Rs 20   | argento (specchio)      | 28,28 g | 38,61 mm | maggio 1998       | 50º anniversario del matrimonio della regina Elisabetta II e del principe Filippo |
| Rs 1000 | oro (specchio)          | 17 g    | 31,00 mm | gennaio 2000      | CL anniversario dell'insediamento della Mauritius Chamber of Commerce & Industry  |
| Rs 10   | argento (specchio)      | 28,28 g | 38,60 mm | gennaio 2000      | CL anniversario dell'insediamento della Mauritius Chamber of Commerce & Industry  |
| Rs 100  | argento (specchio)      | 36,76 g | 44 mm    | novembre 2001     | Centenario dell'arrivo del Mahatma Gandhi a Mauritius                             |